# Paloholmen
Paloholmen (fi. Palosaari) är en liten ö i stadsdelen Blåbärslandet-Högholmen i Helsingfors. Genom en vägbank är Paloholmen förbunden med Högholmen. 

## Vilddjurssjukhuset
Högholmens djurgård driver ett sjukhus för vilda finska djur på ön. Årligen hämtas det mellan 800 och 1000 djur till vildsjukhuset. Man har lyckats föra tillbaka 40% av de djur som kommit till vilddjursjukhuset till naturen. 